# Andrew Huxley
Sir Andrew Fielding Huxley, OM, PRS, angleški fiziolog in biofizik, * 22. november 1917, Hampstead, London, Anglija, † 30. maj 2012, Grantchester, Cambridgeshire, Anglija.
Rodil se je kot drugi sin angleškega pisatelja in urednika Leonarda Huxleyja, njegov ded je bil slavni naravoslovec Thomas Henry Huxley. Po očetovi strani sta njegova polbrata pisatelj Aldous Huxley in evolucijski biolog ter humanist Julian Huxley.
Na Univerzi v Cambridgeu je sprva vpisal študij fizike, kjer si je poleg drugih predmetov izbral tudi fiziologijo. Ta ga je pričela vedno bolj zanimati, zato se je odločil za to specializacijo. V Cambridgeu sta z Alanom Lloydom Hodgkinom v 1930. letih pričela s serijo poskusov z živčnimi celicami, na podlagi katere sta razvila znameniti model, ki opisuje, kako se sprožajo in razširjajo akcijski potenciali v vzdražnih celicah. Bila sta med prvimi, ki so uporabili elektrofiziološko tehniko, imenovano metoda vpete membrane (voltage-clamp). Na podlagi meritev ionskih tokov sta opisala celično membrano kot električni krog, kjer membrano opisuje kapacitivnost, tok skozi njo pa je sestavljen iz dveh glavnih komponent - natrijeve in kalijeve. Akcijski potencial nastane zaradi napetostno in časovno odvisnih sprememb v prevodnosti membrane za posamezne ione. Na podlagi meritev sta predpostavila obstoj ionskih kanalčkov, ki so bili odkriti več desetletij kasneje. Njuni poskusi so bili tako uspešni tudi zaradi uporabe posebno primernega poskusnega subjekta. Odločila sta se za meritve na orjaških aksonih atlantskega lignja, ki so debeli tudi do 1 mm, kar je bistveno olajšalo delo s takrat dostopnimi elektronskimi merilnimi napravami.
Huxley je na podlagi rezultatov poskusov razvil set diferencialnih enačb, ki opisujejo potek akcijskega potenciala. Enačbe veljajo za enega najzgodnejših matematičnih modelov v biokemiji in so predstavljale osnovo za večino nevrobioloških modelov v naslednjih štirih desetletjih. S Hodgkinom sta delo (po prekinitvi zaradi druge svetovne vojne) končala in objavila leta 1952. Zanj sta leta 1963 prejela Nobelovo nagrado (tretji dobitnik je bil John Carew Eccles za delo na sinapsah).
Po tem se je posvetil raziskavam mišičnega tkiva. Njegov matematični model povezav med molekulami aktina in miozina, ki generirajo silo za krčenje mišic, je bil osnova za povsem novo razumevanje teh procesov in so ga kasneje razširili tudi na druge pojave gibanja živih celic. Za delo z mišičnimi preparati je razvil interferenčni mikroskop, mikrotom (poseben nož za delanje izredno tankih rezin za opazovanje pod elektronskim mikroskopom) in mikromanipulator.
Od konca druge svetovne vojne do leta 1960 je bil raziskovalec in profesor na Kolidžu Trinity Univerze v Cambridgeu, nato pa je postal vodja oddelka za fiziologijo na Univerzitetnem kolidžu v Londonu. Leta 1955 je postal član Kraljeve družbe iz Londona ter bil med letoma 1980 in 1985 tudi njen predsednik. Za njegov prispevek znanosti mu je kraljica Elizabeta II. leta 1974 podelila viteški naziv.